# Carlos I insultado por los soldados de Cromwell
Carlos I insultado por los soldados de Cromwell es un cuadro al óleo del pintor francés Paul Delaroche que representa al rey Carlos I de Inglaterra del que se burlan los soldados victoriosos de Oliver Cromwell, después de la segunda guerra civil inglesa, poco antes de su ejecución en 1649. Uno de ellos le lanza el humo de la pipa a la cara, mientras el rey depuesto permanece tranquilo, sosteniendo un libro que parece haber estado leyendo.
Encargado por Francis Egerton, primer Conde de Ellesmere, conocido como Lord Francis Leveson-Gower hasta 1833, en que tras la muerte de su padre, se creó el condado de Ellesmere, heredando Brigewater House en Londres de su tío abuelo, Francis Egerton, tercer duque de Bridgewater.
Acabada en 1836, la tela está considerada como una de sus piezas maestras. La pintura, como parte de la colección de Orleans, se vendió después de la Revolución francesa de 1848, siendo expuesta en Londres. En 1941, a consecuencia de la campaña de bombardeo al Reino Unido por la Luftwaffe, que golpeó la Bridgewater House, donde estaba expuesto el cuadro, se lo creyó perdido en vista de los supuestos daños causados por la explosión. Sin embargo, en 2009 se lo redescubrió almacenado en Escocia en buen estado, y fue totalmente restaurado.

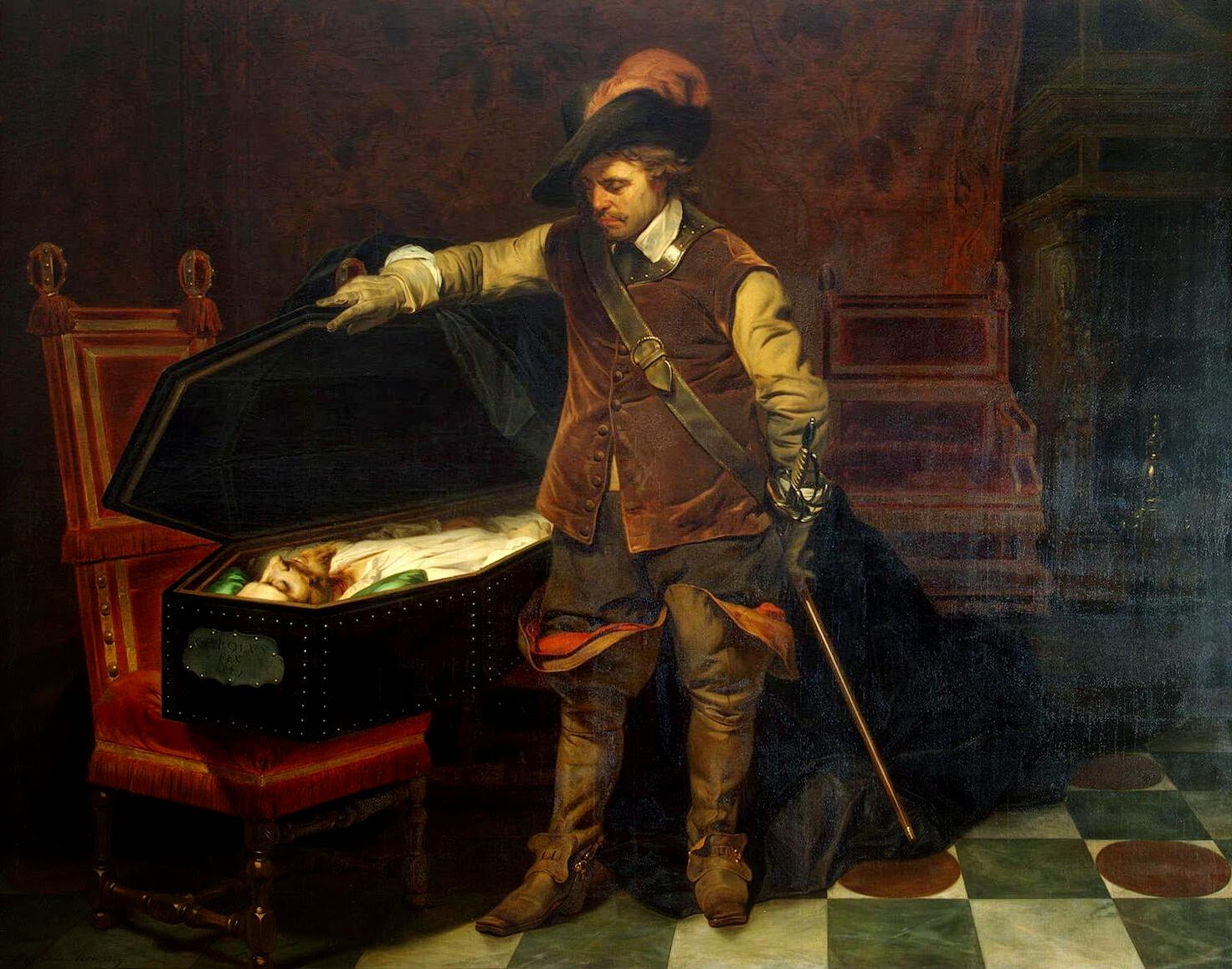
En su cuadro de 1831 Cromwell y Carlos I, Delaroche también representa a Carlos I, con Cromwell de pie ante su ataúd, observando su cadáver.